# Турбомолекулярний насос

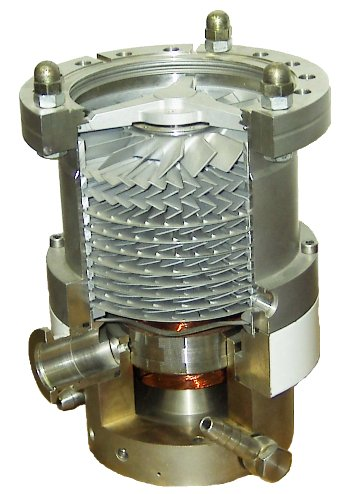
Турбомолекулярний насос у розрізі

Схема роботи турбомолекулярного насоса

Турбомолекуля́рний насо́с (ТМН) (англ. turbomolecular pump) — один з видів вакуумних насосів кінетичного типу, у якому молекулам газу, що відкачується, імпульс руху передається так, що газ безперервно переміщується від входу до виходу насоса. Служить для створення й підтримання високого вакууму.

## Принцип роботи
Принцип дії турбомолекулярного насоса базується на наданні обертовим ротором молекулам газу, який відкачується, додаткової швидкості у напрямі відкачування. Ротор і статор складаються із системи дисків, що чергуються між собою, з радіально розташованими на них лопатках.
Оскільки молекула, відбита лопаткою ротора, набуває тангенціальної складової швидкості у напрямі руху ротора, вона буде вдарятись у лопатку статора під кутом відбиття. Але оскільки лопатки статора розташовані під протилежним кутом стосовно лопаток ротора, потік молекул газу буде спрямовуватися вздовж осі насоса. В реальних конструкціях використовуються декілька пар ротор — статор; кожна пара утворює одну ступінь відкачування.
Вакуум, що створюється турбомолекулярним насосом, може становити від 10 −2 Па до 10−8 Па (10−10 мбар; 7,5 −11 мм рт ст). Швидкість обертання ротора — десятки тисяч обертів на хвилину. Для ефективної роботи потребує застосування форвакуумного насоса — вакуумного насоса, призначеного для підтримування тиску у вихідному перерізі насоса більш високого вакууму, який дає змогу останньому забезпечувати задані параметри відкачування.

## Історична довідка
Турбомолекулярний насос (ТМН) було винайдено і запатентовано у 1957 році В. Беккером (W. Becker) з компанії «Pfeiffer Vacuum», на базі відомих типів конструкцій молекулярних насосів авторства В. Геде (W. Gaede) від 1913, Гольвека (Holweck) від 1923 та Зігбана (Siegbahn) від 1927 року.
За своєю конструкцією насос Беккера був схожий на багатоступінчастий компресор. Основною частиною таких насосів, що отримали згодом назву турбомолекулярних, є рухомі (роторні) диски й нерухомі (статорні) диски. В дисках було виконано косі прорізи, при цьому профілі прорізів статорних дисків були дзеркальним відбиттям роторних прорізів. Насос, описаний Беккером у 1961 році, мав ротор діаметром 600 мм, що обертався зі швидкістю 6000 об/хв. ТМН є ефективним в області високого й надвисокого вакууму. ТМН Беккера мав швидкість відкачування по повітрю 4250 л/с.

## Загальна характеристика
Сучасні турбомолекулярні насоси дозволяють отримати середній, високий й надвисокий вакуум із залишковими газами, молекулярна маса яких менша за 44.
ТМН конструктивно є багатоступінчастим осьовим компресором, роторні й статорні ступені якого мають плоскі нахилені канали, утворені радіально встановленими лопатками. При обертанні роторних ступенів з високою швидкістю відбувається відкачування молекул газу завдяки різній ймовірності переходу їх через нахилені канали ступенів у прямому й зворотному напрямах. На відміну від молекулярних, турбомолекулярні насоси (ТМН) не мають малих зазорів — відстань між дисками становить близько 1 мм, тому не ставляться жорсткі вимоги до їх виготовлення.
ТМН розрахований на роботу в умовах молекулярного режиму течії газу. Для оптимальної працездатності ТМН необхідно забезпечити на виході з його останнього ступеня молекулярний режим течії газу будь-яким насосом попереднього розрідження (форвакуумним насосом) з вихлопом в атмосферу.
Гібридний ТМН (ГТМН) містить перші ступені від турбомолекулярного насоса, а останні ступені від молекулярного насоса. Роторні ступені ГТМН закріплені на загальному валу. Призначення молекулярних ступенів — забезпечити нормальну роботу останнім ступеням ТМН при підвищенні тиску на вході в ТМН, а також можливість застосування дешевших одноступінчатих форвакуумних насосів з великим граничним тиском.

## Швидкість відкачування
Щоб уникнути втрат складової швидкості, переданої лопатями молекулам газу, внаслідок зіткнення з іншими молекулами потрібно, щоб в насосі переважав молекулярний потік, тобто середній вільний пробіг молекули газу повинен перевищувати крок лопаті.
Швидкість відкачування визначається зовнішнім діаметром роторних ступенів, довжиною лопаток, їх кількістю, кутом нахилу лопаток перших ступенів та швидкістю обертання ротора. При високому тиску на вході в ТМН, його швидкодія залежить і від швидкості відкачування форвакуумного насоса. Коли тиск газу на вході в ТМН зростає, то збільшується його тертя в ступенях проточної частини ТМН та потужність, що споживається електродвигуном приводу, особливо при зниженні швидкості обертання ротора від тертя газу. Це викликає збільшення нагріву проточної частини ТМН, підшипникових вузлів обертання, зниження швидкості відкачування і може привести до аварії. Тому, при підвищенні температури вузлів обертання ротора вище за певне значення відбувається захисне відключення живлення електродвигуна ТМН.

## Ступінь стиснення
Співвідношення можливостей проходження молекул газу в прямому і зворотному напрямах характеризується ступенем стиснення будь-якого газу насосом. Чим легшим є газ, тим краще він проходить через щілини у насосі і тим меншим є ступінь стиснення, а швидкодія насосу є більшою.
Ступінь стиснення визначається швидкістю обертання, кількістю ступенів і молекулярною масою газу, що відкачується. Він вищий для важких газів, що забезпечує ефективну протидію проникненню вуглеводнів у простір відкачування. Значення ступеня стиснення за воднем є важливим показником при використанні насоса для створення надвисокого вакууму.
Так ступінь стиснення насосів за воднем становить 102...103, за азотом — 107...1012, а для вуглеводнів вона сягає 1015 і зростає із збільшенням частоти обертання ротора. Збільшення кута нахилу пазів (лопаток) приведе до зниження ступеня стиснення й зростання швидкодії насоса.

## Підшипниковий вузол і система підвіски
Для приведення в дію роторів здійснюється безщітковими двигунами постійного струму, що забезпечують частоту обертання до 90000 об/хв). Вони, в свою чергу, забезпечують відповідні швидкості лопатей, необхідні для відкачування газів. Приводи кріпляться, переважно, безпосередньо до насосів. Електроживлення, що виробляється зовнішніми джерелами живлення, подається при 24 або 48 В постійного струму. У разі насосів великих розмірів живлення приводів забезпечується безпосередньо від джерела випрямленої напруги мережі.
Застосовуються дві основні системи підвіски: магнітний підвіс та керамічні підшипники, що не вимагають проведення періодичного обслуговування. Кульки керамічного підшипника, виконані з нітриду кремнію, є легшими, твердішими і мають вищу однорідність у порівнянні із сталевими аналогами, що збільшує ресурс підшипника та зменшує вібрації.
Використання магнітного підвісу у ще більшій мірі підвищує надійність всієї системи. Часто в насосах застосовується гібридна схема підвісу. На вході насоса з боку високого вакууму використовуються магнітні опори, а на виході — керамічні підшипники із змащуванням оливою чи консистентним мастилом.
Повністю магнітний підвіс ротора дає додаткові переваги:
- безмасляне відкачування — повна відсутність слідів вуглеводнів;
- не вимагає технічного обслуговування — відсутність механічного зносу підшипників;
- низький рівень вібрацій — нижчий від рівня вібрацій звичайних підшипників;
- мінімальні вимоги до охолодження — у більшості випадків достатньо природного охолодження;
- довільна орієнтація у просторі — насос може бути встановлений з будь-яким розташуванням осі.

## Контролер керування приводом
Для роботи турбомолекулярного насоса потрібні високі швидкості обертання, що сягають до 100000 обертів за хвилину. Для забезпечення таких швидкостей і пускових режимів приводних електродвигунів застосовується контролер, що плавно регулює частоту обертання від практично нульової до максимальної.